# London Symphony Orchestra

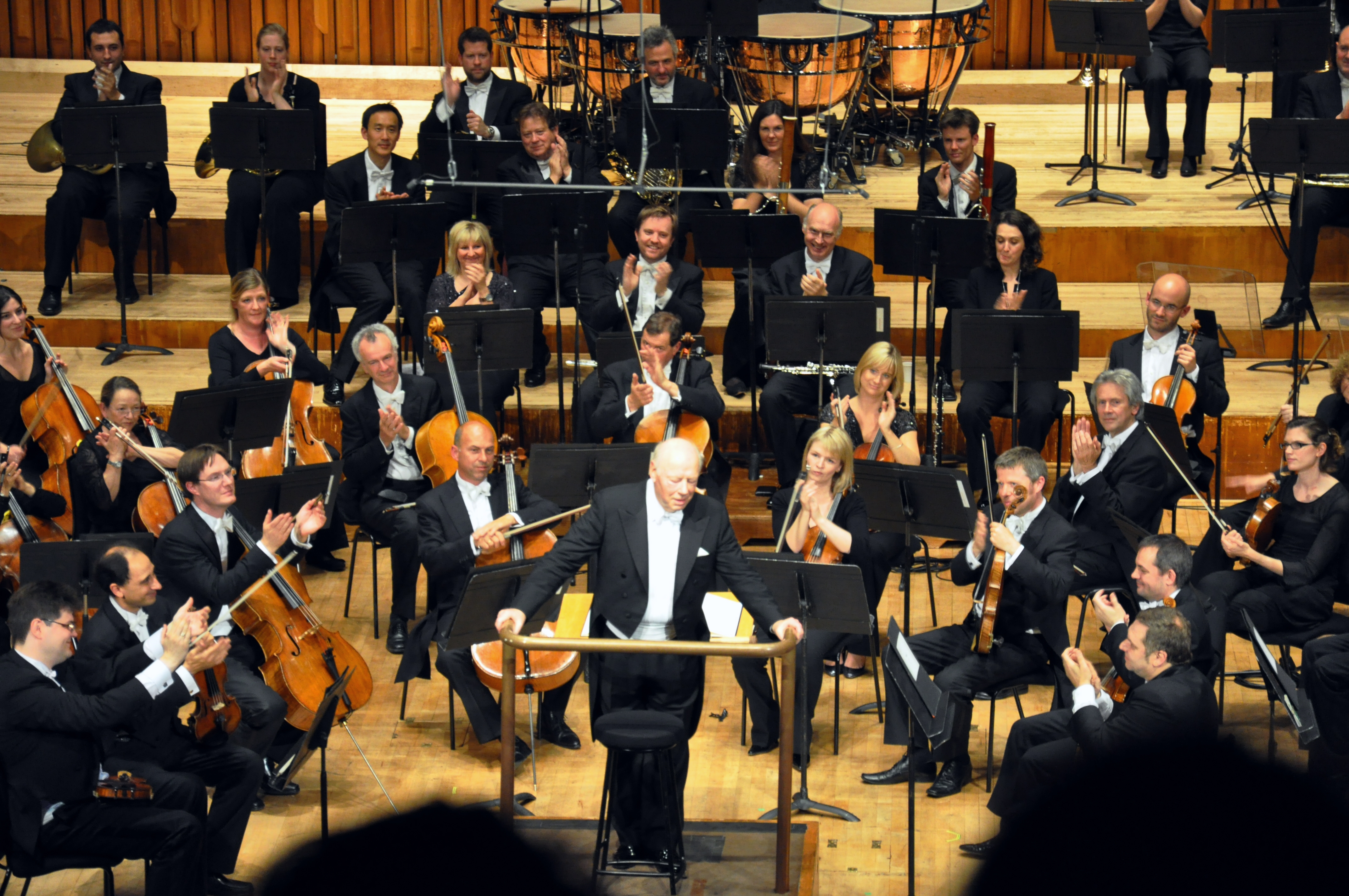
Het LSO in de Barbican Hall met gastdirigent Bernard Haitink in 2011.

Het London Symphony Orchestra (LSO) is een van de belangrijkste symfonieorkesten van het Verenigd Koninkrijk. De thuisbasis is sinds 1982 de Barbican Hall, een concertzaal voor bijna 2000 bezoekers in het Barbican Centre in Londen.

## Geschiedenis
Het LSO werd opgericht in 1904, toen een deel van de musici van het Queen’s Hall Orchestra een meningsverschil kreeg met hun dirigent sir Henry Wood, die een einde wilde maken aan het sturen van vervangende musici naar repetities en uitvoeringen. Het orkest is vanaf het begin onafhankelijk geweest, een unicum in die tijd. Op 9 juni 1904 gaf het orkest de eerste uitvoering onder leiding van Hans Richter. Hij bleef chef-dirigent tot 1911, toen Edward Elgar de functie voor een jaar overnam (hij leidde in totaal zes concerten).
Het LSO is het eerste Britse orkest dat op het vasteland van Europa speelde en wel in Parijs in 1906. Tevens stond het orkest op het punt om mee te varen op de Titanic om een uitvoering te geven in New York in april 1912. De boeking voor dat concert werd op tijd verplaatst. Toch speelde het orkest in 1912 als eerste Britse orkest in de Verenigde Staten. In 1973 was het LSO het eerste Britse orkest dat uitvoeringen gaf op de Salzburger Festspiele. Nog steeds reist het orkest de gehele wereld rond.
Het orkest staat bekend als buitenissig en onafhankelijk. Men heeft bijvoorbeeld lang volgehouden geen vrouwelijke musici aan te nemen, aangezien die de orkestklank negatief zouden beïnvloeden (daarin stond het niet alleen: ook de Wiener Philharmoniker vond dat).
  
Om het peil van het orkest zo hoog mogelijk te houden, trok men als solisten internationaal befaamde musici aan, wat ervoor zorgde dat andere bekende solisten ook graag met het orkest wilden spelen. Daarnaast heeft het orkest een enorme naamsbekendheid, waardoor allerlei beroemde dirigenten het orkest graag willen leiden, al vanaf de oprichting van het orkest.

Na een periode van financiële en fiscale problemen heeft de voormalige cellist Clive Gillinson als manager het orkest weer op de rails gekregen. In 2005 trad hij af.
In 1966 werd als aanvulling op het orkest het London Symphony Chorus (LSC) opgericht, dat nu bestaat uit 200 amateurzangers. Het koor is inmiddels onafhankelijk, maar behoudt een sterke band met het orkest.
Het LSO heeft veel opnamen voor allerlei platenlabels gemaakt. Tegenwoordig heeft het zelf het platenlabel LSO Live, waarop live-opnamen worden uitgegeven.
Tranceproducer Michael Woods speelt als kind een periode bij het orkest.

## Chef-dirigenten
- 2017- Sir Simon Rattle (vertrek aangekondigd m.i.v. seizoen 2023-2024[2])
- 2007-2015 Valeri Gergiev
- 1995-2006 Sir Colin Davis (voorzitter 2007-2013)
- 1987-1995 Michael Tilson Thomas
- 1979-1987 Claudio Abbado
- 1968-1979 André Previn (daarna eredirigent van het orkest)
- 1965-1968 István Kertész
- 1960-1964 Pierre Monteux
- 1951-1954 Josef Krips
- 1947-1950 Eduard van Beinum
- 1932-1935 Hamilton Harty
- 1930-1931 Willem Mengelberg
- 1919-1922 Albert Coates
- 1915-1917 Thomas Beecham
- 1912-1914 Arthur Nikisch
- 1911-1912 Edward Elgar
- 1904-1911 Hans Richter